# SimCity
Сим Сити је компјутерска игрица компаније Electronic Arts. Спада у групу менаџерских симулација изградње града. Актуелна верзија је 4, са додатком „Гужва“ (Rush Hour). Игрица је одувек имала циљану малобројну публику, и одувек је била популарна међу њима. 

## Верзија 4
Са добро одрађеном графиком, Сим Сити привлачи пажњу многих играча таквог жанра. Игрицу започињете на претходно одабраном празном пољу, са којом речицом, језерцом и планином у близини. На вашем рачуну се налази 100.000 долара (наравно, трошкови и уопште новац су сразмерно смањени). Тада почињете да градите путеве, енергетске електране, пумпе за воду, куће, индустрије, школе, паркове, полицију, војску, аеродроме... буквално све што једна игрица овог типа захтева. У горенаведеном додатку могуће је ставити и наплатне рампе на ауто-путеве, као и разне видове превозних средстава...
Јасан циљ игре не постоји. Изградите што бољи град, али притом припазите на буџет, јер полиција сигурно неће радити бесплатно. Свакој установи је могуће повећавати/смањивати улагања, као и плате. Али, ако превише смањите плате, доћи ће до штрајка, који може прерасти и у нереде ако брзо не решите проблем, а тада помажу само тешко наоружани кордони полиције. У граду имате одређену репутацију. Грађани ће вас волети ако им обезбедите паркове, школе у близини, сигуран дом...

## Како сакупити новац?
Главни начин сакупљања новца је преко пореза, који се може ставити на висину коју хоћете. Наравно, ако ставите превисок порез на, нпр. куће са једним или два спрата, потражња за таквим кућама ће знатно опасти. Постоји још начина сакупљања новца, нпр. ако успоставите везе са суседним градовима (изградите путеве до краја „мапе“, као и водоводне цеви и далеководе) можете уговарати увоз/извоз струје, воде и смећа. Нпр. имате град од 30.000 становника кога напаја једна термоелектрана стављена на 102% капацитета; далеководи отказују, све више блокова зграда се жали на губитак струје, репутација вам опада, а пара у буџету нема. Проблем ћете решити ако увезете, рецимо, 1000 MWh (мегават сати) месечно, док не дођете до пара за изградњу нове електране. Наравно, и ових 1000 MWh ћете морати да платите вашем суседу, али ће то знатно мање коштати. Исто тако, ако се појави вишак струје, можете исту извести у суседне градове. Све време на екрану имате разлику у буџету, односно разлику трошкова/прихода. Никада не очекујте претерани суфицит, 400-2000 § месечно је сасвим довољно. Ако су трошкови већи, пробајте да их смањите, тако што ћете да смањите улагања за болнице, школе и сл. а истовремено и благо повећајте порезе. 